# Prem"jer-liha 2022-2023
La Prem"jer-liha 2022-2023 è stata la 32ª edizione della massima serie del campionato ucraino di calcio. La stagione è iniziata il 23 agosto 2022 e si è conclusa il 4 giugno 2023. Lo Šachtar si è laureato campione per la quattordicesima volta nella sua storia.

## Stagione

### Novità
La stagione 2021-2022 non è stata portata a termine a causa dell'invasione russa dell'Ucraina del 2022, avvenuta pochi giorni prima della ripresa del campionato dalla pausa invernale. Il titolo di campione d'Ucraina non è stato assegnato, nessuna squadra è stata retrocessa.
Desna Černihiv e Mariupol' non si sono iscritte a questa edizione del campionato, complici gli ingenti danni subiti alle rispettive infrastrutture, e hanno lasciato posto a Metalist e Kryvbas Kryvyj Rih.

### Formato
Le sedici squadre si affrontano due volte, per un totale di trenta giornate.
La squadra prima classificata è dichiarata campione d'Ucraina ed è ammessa ai play-off UEFA Champions League 2023-2024, mentre la seconda classificata è ammessa al secondo turno di qualificazione. 

La terza classificata si qualificherà per il terzo turno di qualificazione della UEFA Europa League 2023-2024.

La quarta classificata, partirà dal terzo turno di qualificazione di UEFA Europa Conference League 2023-2024; la quinta, invece, partirà dal secondo turno.
Le ultime due classificate, retrocedono in Perša Liha. La terzultima e la quartultima, invece, disputano uno spareggio promozione-retrocessione contro la terza e la quarta classificata della Perša Liha 2022-2023.

## Squadre partecipanti
| Club               | Stagione | Città        | Stagione precedente        |
| ------------------ | -------- | ------------ | -------------------------- |
| Čornomorec'        | dettagli | Odessa       | 13º posto in Prem"jer-liha |
| Dinamo Kiev        | dettagli | Kiev         | 2º posto in Prem"jer-liha  |
| Dnipro-1           | dettagli | Dnipro       | 3º posto in Prem"jer-liha  |
| Inhulec'           | dettagli | Petrove      | 14º posto in Prem"jer-liha |
| Kolos Kovalivka    | dettagli | Kovalivka    | 8º posto in Prem"jer-liha  |
| Kryvbas Kryvyj Rih | dettagli | Kryvyj Rih   | 2º posto in Perša Liha     |
| L'viv              | dettagli | Leopoli      | 12º posto in Prem"jer-liha |
| Metalist           | dettagli | Charkiv      | 1º posto in Perša Liha     |
| Metalist 1925      | dettagli | Charkiv      | 10º posto in Prem"jer-liha |
| Mynaj              | dettagli | Mynaj        | 15º posto in Prem"jer-liha |
| Oleksandrija       | dettagli | Oleksandrija | 6º posto in Prem"jer-liha  |
| Ruch L'viv         | dettagli | Leopoli      | 11º posto in Prem"jer-liha |
| Šachtar            | dettagli | Donec'k      | 1º posto in Prem"jer-liha  |
| Veres Rivne        | dettagli | Rivne        | 9º posto in Prem"jer-liha  |
| Vorskla            | dettagli | Poltava      | 5º posto in Prem"jer-liha  |
| Zorja              | dettagli | Luhans'k     | 4º posto in Prem"jer-liha  |

## Allenatori e primatisti
| Squadra            | Allenatore | Giocatore più presente (tra parentesi il numero delle presenze)                 | Capocannoniere (tra parentesi il numero dei gol segnati)              |
| ------------------ | --- | ------------------------------------------------------------------------------- | --------------------------------------------------------------------- |
| Čornomorec'        | Roman Hryhorčuk                                                                                                | Maksym Braharu (29)                                                             | Danyïl Alefirenko (8)                                                 |
| Dinamo Kiev        | Mircea Lucescu                                                                                                 | Vitalij Bujal's'kij, Serhij Sydorčuk (27)                                       | Vitalij Bujal's'kij, Vladyslav Vanat (12)                             |
| Dnipro-1           | Oleksandr Kučer                                                                                                | Artem Dovbyk, Oleksandr Pichal'onok (30)                                        | Artem Dovbyk (24)                                                     |
| Inhulec'           | Serhij Lavrynenko (1ª-13ª) Mladen Bartulović (14ª-15ª) Serhij Kovalec' (16ª-30ª) Vladyslav Lupaško (spareggio) | Dmytro Nahijev, Artem Smoljakov (27)                                            | Maksym Koval'ov, Oleksandr Kozak, Volodymyr Odarjuk, Artem Sitalo (3) |
| Kolos Kovalivka    | Jaroslav Vyšnjak                                                                                               | Jevhenij Volynec' (29)                                                          | Pavlo Orichovs'kyj (8)                                                |
| Kryvbas Kryvyj Rih | Jurij Vernydub                                                                                                 | Dmytro Chomčenovs'kyj, Maksym Zaderaka (28)                                     | Rifet Kapić (6)                                                       |
| L'viv              | Aleh Dulub (1ª-18ª) Anatolij Bezmertnyj (6ª, 19ª-30ª)                                                          | Vladyslav Buhaj, Artem Myl'čenko (28)                                           | Vladyslav Buhaj (4)                                                   |
| Metalist           | Oleg Ratij (1ª-15ª) Perica Ognjenović (16ª-30ª)                                                                | Oleksandr Myzjuk (28)                                                           | Maksym Prjadun (9)                                                    |
| Metalist 1925      | Valerij Kryvencov (1ª-8ª) Edmar (9ª-30ª)                                                                       | Mykyta Bezuhlyj, Andrij Remenjuk (28)                                           | Rostyslav Rusyn (4)                                                   |
| Mynaj              | Volodymyr Šaran                                                                                                | Jehor Tverdochlib (29)                                                          | Jehor Tverdochlib (5)                                                 |
| Oleksandrija       | Jurij Hura (1ª-15ª) Ruslan Rotan' (6ª, 16ª-30ª)                                                                | Denys Mirošničenko (28)                                                         | Maksym Tret'jakov (7)                                                 |
| Ruch L'viv         | Leanid Kučuk (1ª-18ª) Vitalij Pomomar'ov (19ª-30ª)                                                             | Rostyslav Ljach (29)                                                            | Jurij Klymčuk (9)                                                     |
| Šachtar            | Igor Jovićević                                                                                                 | Heorhij Sudakov (29)                                                            | Artem Bondarenko, Danylo Sikan (9)                                    |
| Veres Rivne        | Jurij Virt | Vitalij Dachnovs'kyj, Mykola Hajdučyk, Oleksandr Lebedenko, Semen Vovčenko (29) | Andrij Blizničenko, Dmytro Kl'oc (5)                                  |
| Vorskla            | Viktor Skrypnyk                                                                                                | Ruslan Stepanjuk (30)                                                           | Taulant Seferi (13)                                                   |
| Zorja              | Patrick van Leeuwen                                                                                            | Arsenij Batahov, Nazarij Rusyn (30)                                             | Nazarij Rusyn (13)                                                    |

## Classifica finale
|                    | Pos. | Squadra            | Pt | G  | V  | N  | P  | GF | GS | DR  |
| ------------------ | ---- | ------------------ | -- | -- | -- | -- | -- | -- | -- | --- |
| Ucraina (bandiera) | 1.   | Šachtar            | 72 | 30 | 22 | 6  | 2  | 68 | 19 | +49 |
|                    | 2.   | Dnipro-1           | 67 | 30 | 21 | 4  | 5  | 61 | 27 | +34 |
|                    | 3.   | Zorja              | 64 | 30 | 20 | 4  | 6  | 61 | 34 | +27 |
|                    | 4.   | Dinamo Kiev        | 60 | 30 | 18 | 6  | 6  | 51 | 25 | +26 |
|                    | 5.   | Vorskla            | 45 | 30 | 13 | 6  | 11 | 38 | 37 | +1  |
|                    | 6.   | Oleksandrija       | 44 | 30 | 10 | 14 | 6  | 42 | 39 | +3  |
|                    | 7.   | Kryvbas Kryvyj Rih | 41 | 30 | 12 | 5  | 13 | 26 | 30 | -4  |
|                    | 8.   | Mynaj              | 36 | 30 | 9  | 9  | 12 | 25 | 30 | -5  |
|                    | 9.   | Kolos Kovalivka    | 36 | 30 | 10 | 6  | 14 | 23 | 36 | -13 |
|                    | 10.  | Čornomorec'        | 35 | 30 | 9  | 8  | 13 | 35 | 40 | -5  |
|                    | 11.  | Ruch L'viv         | 32 | 30 | 7  | 11 | 12 | 31 | 37 | -6  |
|                    | 12.  | Metalist 1925      | 32 | 30 | 6  | 14 | 10 | 23 | 42 | -19 |
|                    | 13.  | Veres Rivne        | 31 | 30 | 8  | 7  | 15 | 35 | 45 | -10 |
|                    | 14.  | Inhulec'           | 31 | 30 | 8  | 7  | 15 | 22 | 34 | -12 |
|                    | 15.  | Metalist           | 22 | 30 | 5  | 7  | 18 | 27 | 58 | -31 |
|                    | 16.  | L'viv              | 13 | 30 | 3  | 4  | 23 | 18 | 52 | -34 |

      Campione di Ucraina e ammessa alla UEFA Champions League 2023-2024
      Ammessa alla UEFA Champions League 2023-2024
      Ammesse alla UEFA Europa League 2023-2024
      Ammesse alla UEFA Europa Conference League 2023-2024
 Ammessa allo spareggio promozione-retrocessione
      Retrocesse in Perša Liha 2023-2024
Tre punti per la vittoria, uno per il pareggio, zero per la sconfitta.
In caso di arrivo di due o più squadre a pari punti, la graduatoria verrà stilata secondo la classifica avulsa tra le squadre interessate.

## Risultati
|                    | Čor  | Din  | Dni  | Inh  | Kol  | Kry  | L'vi | Met  | M25  | Myn  | Ole  | Ruc  | Šac  | Ver  | Vor  | Zor  |
| ------------------ | ---- | ---- | ---- | ---- | ---- | ---- | ---- | ---- | ---- | ---- | ---- | ---- | ---- | ---- | ---- | ---- |
| Čornomorec'        | –––– | 0-3  | 1-2  | 1-1  | 3-0  | 0-1  | 2-0  | 0-0  | 1-1  | 0-1  | 1-2  | 1-3  | 2-2  | 0-1  | 0-1  | 0-4  |
| Dinamo Kiev        | 2-3  | –––– | 0-3  | 0-2  | 0-0  | 3-1  | 1-0  | 3-0  | 0-0  | 2-0  | 3-1  | 3-0  | 1-1  | 3-0  | 1-1  | 0-1  |
| Dnipro-1           | 1-0  | 0-1  | –––– | 2-2  | 2-1  | 1-0  | 5-2  | 5-0  | 3-0  | 3-1  | 1-1  | 3-2  | 2-1  | 2-0  | 1-2  | 3-0  |
| Inhulec'           | 1-2  | 1-2  | 0-2  | –––– | 0-1  | 0-0  | 1-0  | 2-1  | 0-0  | 1-2  | 1-2  | 1-0  | 0-2  | 1-0  | 0-1  | 1-0  |
| Kolos Kovalivka    | 1-1  | 0-3  | 1-3  | 0-0  | –––– | 1-0  | 1-0  | 1-0  | 3-0  | 0-1  | 0-2  | 2-0  | 1-3  | 2-0  | 1-2  | 0-1  |
| Kryvbas Kryvyj Rih | 2-3  | 0-1  | 2-1  | 2-1  | 1-0  | –––– | 0-0  | 2-0  | 0-2  | 0-0  | 2-1  | 1-0  | 0-3  | 0-1  | 1-0  | 1-0  |
| L'viv              | 0-1  | 0-2  | 0-3  | 0-2  | 0-1  | 2-2  | –––– | 1-1  | 0-2  | 1-0  | 0-1  | 2-1  | 1-2  | 1-3  | 0-2  | 2-3  |
| Metalist           | 0-3  | 1-3  | 0-1  | 1-1  | 0-0  | 0-1  | 1-0  | –––– | 0-0  | 1-2  | 0-0  | 1-2  | 1-6  | 5-5  | 3-2  | 0-5  |
| Metalist 1925      | 0-0  | 1-1  | 0-3  | 0-1  | 2-0  | 0-2  | 2-2  | 2-0  | –––– | 0-1  | 0-0  | 0-0  | 0-7  | 1-4  | 3-2  | 0-3  |
| Mynaj              | 0-1  | 0-1  | 0-1  | 1-2  | 1-1  | 1-0  | 0-1  | 1-0  | 1-1  | –––– | 1-1  | 0-0  | 1-4  | 1-1  | 2-0  | 3-0  |
| Oleksandrija       | 1-1  | 1-5  | 2-2  | 0-0  | 4-1  | 2-0  | 2-0  | 1-3  | 3-3  | 2-1  | –––– | 1-1  | 1-1  | 3-2  | 3-0  | 0-2  |
| Ruch L'viv         | 2-2  | 1-1  | 2-3  | 3-0  | 0-1  | 2-1  | 2-0  | 1-2  | 1-1  | 1-1  | 0-0  | –––– | 0-1  | 0-0  | 1-1  | 3-1  |
| Šachtar            | 2-1  | 3-1  | 3-0  | 3-0  | 3-0  | 1-0  | 2-0  | 1-0  | 0-0  | 1-0  | 2-2  | 2-0  | –––– | 2-1  | 3-2  | 2-2  |
| Veres Rivne        | 1-3  | 0-1  | 0-1  | 1-0  | 0-1  | 1-2  | 3-2  | 1-2  | 1-0  | 1-1  | 2-2  | 2-2  | 0-2  | –––– | 2-2  | 0-1  |
| Vorskla            | 2-1  | 1-2  | 1-1  | 1-0  | 2-0  | 1-0  | 1-0  | 3-2  | 0-0  | 2-0  | 0-0  | 0-1  | 2-1  | 1-2  | –––– | 2-3  |
| Zorja              | 3-1  | 3-2  | 2-1  | 2-0  | 2-2  | 2-2  | 3-1  | 3-2  | 3-0  | 1-1  | 4-1  | 3-0  | 0-3  | 1-0  | 3-1  | –––– |

## Spareggio promozione-retrocessione
|                     | Risultati |                     | Luogo e data            |
| ------------------- | --------- | ------------------- | ----------------------- |
| Inhulec'            | 1 - 1     | LNZ Čerkasy         | Petrove, 10 giugno 2023 |
| LNZ Čerkasy         | 2 - 1     | Inhulec'            | Čerkasy, 14 giugno 2023 |
|                     |           |                     |                         |
| Metalurh Zaporižžja | 1 - 0     | Veres Rivne         | Leopoli, 10 giugno 2023 |
| Veres Rivne         | 6 - 1     | Metalurh Zaporižžja | Rivne, 14 giugno 2023   |

## Statistiche

### Squadre

#### Capoliste solitarie
|    | —— | ——  | —— | —— | ——       | ——       | ——       | ——       | ——       | ——       | ——       | ——       | ——       | ——       | ——  | ——      | ——      | ——      | ——      | ——      | ——      | ——      | ——      | ——      | ——      | ——      | ——      | ——      | ——      | —— |  |
|    |    | Zor |    |    | Dnipro-1 | Dnipro-1 | Dnipro-1 | Dnipro-1 | Dnipro-1 | Dnipro-1 | Dnipro-1 | Dnipro-1 | Dnipro-1 | Dnipro-1 |     | Šachtar | Šachtar | Šachtar | Šachtar | Šachtar | Šachtar | Šachtar | Šachtar | Šachtar | Šachtar | Šachtar | Šachtar | Šachtar | Šachtar |    |  |
|    |    |     |    |    |          |          |          |          |          |          |          |          |          |          |     |         |         |         |         |         |         |         |         |         |         |         |         |         |         |    |  |
|    |    |     |    |    |          |          |          |          |          |          |          |          |          |          |     |         |         |         |         |         |         |         |         |         |         |         |         |         |         |    |  |
| 1ª | 2ª | 3ª  | 4ª | 5ª | 6ª       | 7ª       | 8ª       | 9ª       | 10ª      | 11ª      | 12ª      | 13ª      | 14ª      | 15ª      | 16ª | 17ª     | 18ª     | 19ª     | 20ª     | 21ª     | 22ª     | 23ª     | 24ª     | 25ª     | 26ª     | 27ª     | 28ª     | 29ª     | 30ª     |    |  |

### Individuali

#### Classifica marcatori
| Gol |  |  | Giocatore           | Squadra                                  |
| --- |  |  | ------------------- | ---------------------------------------- |
| 24  |  |  | Artem Dovbyk        | Dnipro-1                                 |
| 13  |  |  | Nazarij Rusyn       | Zorja                                    |
| 13  |  |  | Taulant Seferi      | Vorskla                                  |
| 12  |  |  | Vitalij Bujal's'kij | Dinamo Kiev                              |
| 12  |  |  | Vladyslav Vanat     | Dinamo Kiev                              |
| 9   |  |  | Danyïl Alefirenko   | Zorja (1) / Čornomorec' (8)              |
| 9   |  |  | Artem Bondarenko    | Šachtar                                  |
| 9   |  |  | Jurij Klymčuk       | Ruch L'viv                               |
| 9   |  |  | Maksym Prjadun      | Metalist                                 |
| 9   |  |  | Danylo Sikan        | Šachtar                                  |
| 8   |  |  | Pavlo Orichovs'kyj  | Kolos Kovalivka                          |
| 7   |  |  | Volodymyr Bražko    | Zorja                                    |
| 7   |  |  | Serhij Buleca       | Zorja                                    |
| 7   |  |  | Oleksij Huculjak    | Dnipro-1                                 |
| 7   |  |  | Mychajlo Mudryk     | Šachtar                                  |
| 7   |  |  | Talles              | Ruch L'viv                               |
| 7   |  |  | Maksym Tret'jakov   | Oleksandrija                             |
| 7   |  |  | Nazar Vološyn       | Kryvbas Kryvyj Rih (4) / Dinamo Kiev (3) |